# Pegesimallus polistoides
Pegesimallus polistoides là một loài ruồi trong họ Asilidae. Pegesimallus polistoides được Oldroyd miêu tả năm 1960.